# (1998) Titius
(1998) Titius ist ein Asteroid des Hauptgürtels, der am 24. Februar 1938 von dem deutschen Astronomen Alfred Bohrmann in Heidelberg entdeckt wurde.
Der Name des Asteroiden erinnert an den deutschen Mathematiker und Astronomen Johann Daniel Titius.